# Кеннет Мітчелл
Кеннет Александер Мітчелл (англ. Kenneth Alexander Mitchell; нар. 25 листопада 1974, Торонто — пом. 24 лютого 2024) — канадський актор.

## Раннє життя
Мітчелл народився в Торонто, Онтаріо, Канада. Навчався в Гвельфському університеті, де вивчав ландшафтну архітектуру і грав у шкільній футбольній команді як нападник.

## Кар'єра
У 2004 році Мітчелл знявся у фільмі Диво з Куртом Расселом, в ролі хокеїста Ральфа Кокса.
Мітчелл з'явився в ролі Еріка Гріна в американській телевізійній драмі «Єрихон», який був скасований CBS в травні 2007 року, але згодом був повернутий.
Він з'явився в одному епізоді серіалів Flashpoint, C.S.I.: Місце злочину Маямі, Детройт 187, Анатомія Грей, The Unit,, і Law & Order: LA.
У 2014 році Мітчелл знявся в телесеріалі Astronaut Wives Club каналу АВС, граючи ролі астронавта Діка Слейтона.
Грав в телевізійній рекламі для Samsung Galaxy S4 і Volkswagen.

## Особисте життя
У травні 2006 року Мітчелл одружився з актрисою Сьюзен Мей Пратт. У них двоє дітей, дочка (нар. 2007) і син (нар. 2012).

## Фільмографія
| Назва                | Рік  | Роль           | Примітки               |
| -------------------- | ---- | -------------- | ---------------------- |
| Нічийна земля        | 2000 | Солдат         | Короткометражний фільм |
| Зелений              | 2001 | Рік            | Короткометражний фільм |
| Чому ви не танцюєте  | 2002 | Кріс           | Короткометражний фільм |
| Рекрут               | 2003 | Алан           |                        |
| Диво                 | 2004 | Ральф Кокс     |                        |
| Tennis, Anyone…?     | 2005 | Нік Аллен      |                        |
| Будинок гігантів     | 2007 | Кейт Моррісон  |                        |
| СНІД: ми зробили це! | 2010 |                | Короткометражний фільм |
| 5-25-77              | 2015 | Джон Дайкстра  |                        |
| Капітан Марвел       | 2019 | Джозеф Денверс |                        |

| Назва                              | Рік     | Роль                             | Примітки                                 |
| ---------------------------------- | ------- | -------------------------------- | ---------------------------------------- |
| Leap Years                         | 2001    | Спенсер Метью                    | 9 епізодів                               |
| Одіссея 5                          | 2002    | Марк Таггарт                     | 10 епізодів                              |
| Charms for the Easy Life           | 2002    | Том Хокінс III                   |                                          |
| Анатомія Грей                      | 2006    | Вейд Соломон                     | 1 епізод: «Break on Through»             |
| C.S.I.: Місце злочину Маямі        | 2006    | Роберт Гордон                    | 1 епізод: «Deviant»                      |
| The Unit                           | 2006    | Кіт Сото                         | 1 епізод: «Exposure»                     |
| Єрихон                             | 2006-08 | Ерік Грін                        | 26 серій                                 |
| Flashpoint                         | 2008    | сержант Піт Фіцгейвен            | 1 епізод: «Asking for Flowers»           |
| Та, що говорить з привидами        | 2008-09 | Сем Лукас                        | 15 серій                                 |
| Without a Trace                    | 2009    | Дерек Вілсон                     | 1 епізод: «Undertow»                     |
| Meteor                             | 2009    | Russ Hapscomb                    | міні-серіал                              |
| Iron Road                          | 2009    | Edgar                            | міні-серіал                              |
| The Quinn-tuplets                  | 2010    | Джо Квінн                        |                                          |
| Теорія брехні                      | 2010    | Дуейн Корі                       | 1 епізод: «Bullet Bump»                  |
| Гаваї 5.0                          | 2010    | Крейг Еллерс / Пол Старк         | 1 епізод: «Lanakila»                     |
| Law &amp; Order: LA                | 2010    | Террі Волкер                     | 1 епізод: «Sylmar»                       |
| Detroit 1-8-7                      | 2010    | Джеффрі Кейдж                    | 1 епізод: «Broken Engagement / Trashman» |
| Криміналісти: мислити як злочинець | 2010    | Дрю Джейкобс                     | 1 епізод: «What Happens at Home»         |
| Partners                           | 2011    | дет. Рей Генрі                   | Пілот                                    |
| Приватна практика                  | 2011    | Елліотт                          | 1 епізод: «A Step Too Far»               |
| Касл                               | 2011    | Пол Віттакер                     | 1 епізод: «Heroes & Villains»            |
| Менталіст                          | 2011    | Том Вілкокс                      | 1 епізод: «Fugue in Red»                 |
| Grimm                              | 2012    | Ларрі Макензі / Бігфут           | 1 епізод: «Big Feet»                     |
| Drop Dead Diva                     | 2012    | Рік Келлер                       | 1 епізод: «Family Matters»               |
| CSI: Місце злочину                 | 2012    | Далтон Берк                      | 1 епізод: «Risky Business Class»         |
| Tasmanian Devils                   | 2013    | Джейн                            |                                          |
| NCIS: Los Angeles                  | 2013    | Спеціальний агент Денні Галлахер | 1 епізод: «Red»                          |
| Monday Mornings                    | 2013    | Ашер Нокс                        | 1 епізод: «Family Ties»                  |
| Кістки                             | 2013    | Бен Кар                          | 1 епізод: «The Pathos in the Pathogens»  |
| Тіло як доказ                      | 2013    | Роберт Райлі                     | 1 епізод: «Breakout»                     |
| Haven                              | 2013    | Кліфф                            | 1 епізод: «The Trouble with Troubles»    |
| The Night Shift                    | 2014    | Джордж                           | 1 епізод: «Grace Under Fire»             |
| Переплутані при народженні         | 2014    | Вес                              | 12 епізодів                              |
| NCIS: Полювання на вбивць          | 2014    | Натан Кертіс                     | 2 епізоди                                |
| Broad Squad                        | 2015    | Джим Пірс                        | Пілот                                    |
| C.S.I.: Кіберпростір               | 2015    | Стів Рейнолдс                    | 1 епізод: «Kidnapping 2.0»               |
| The Astronaut Wives Club           | 2015    | Дональд Слейтон                  | 10 серій                                 |
| Особлива думка                     | 2015    | Брайан Стентон                   | 1 епізод: «Fiddler's Neck»               |
| Notorious                          | 2016    | Детектив Кен Меттьюс             | 3 епізоди                                |
| Зоряний шлях: Дискавері            | 2017    | Кол                              | 5 епізодів                               |